# Гореґронські дні пісні та танцю (фестиваль)
Гореґронські дні пісні та танцю (HDSaT) – це фольклорний фестиваль, який щорічно проводиться в Гельпі в районі Брезно. Перший фестиваль відбувся у 1966 році, що робить його одним із найстаріших фольклорних фестивалів у Словаччині.
З моменту заснування зосереджується на Гореґронській, Погронській, Підполянський та Гемерській культурах. 47-й фестиваль об'єднав майже 1500 учасників. 

## Історія створення
У 1967 році вперше пройшла костюмована хода селом. Особливу увагу приділяли візуальній ідентичності фестивалю. Окрім промоції заходу через місцеве радіо та пресу, члени оргкомітету вручну виготовляли плакати та рекламні матеріали, наприклад, із назвами народних пісень, що не лише рекламували фестиваль, а й прикрашали Гельпу. Перший візуальний символ фестивалю у 1967 році створив Франтішек Куска, керівник відділу промоції Будинку культури в Банській Бистриці.
В цьому році також визначили майбутні завдання для розвитку фестивалю, зокрема облаштування території для глядачів та зближення відвідувачів з учасниками через народні розваги та спільні заходи.
Третій фестиваль, 1-2 червня 1968 року, знову був присвячений дітям. Після повторних конфліктів через результати конкурсу, оргкомітет вирішив, що фестиваль стане виключно оглядом фольклорних колективів. Так поступово він перетворився на масштабний огляд творчості фольклорних колективів та індивідуальних виконавців з усього регіону, а згодом — з усієї Словаччини та світу.
У 1968 році було розроблено першу детальну концепцію фестивалю, яка включала не лише сценічні програми, а й супутні заходи. У 1969 році вперше організували кухню традиційних словацьких страв та виставку народних костюмів. У 70-х роках посилилася співпраця з громадами, спрямована на підтримку та розвиток фольклорного руху. У 1970 році розроблено перший статут фестивалю, що визначив основні типи програм: художні виставки, театральні вистави, конкурсні огляди, скарбничі програми (які вважалися ключовими), паради, представлення та програми дитячих фольклорних колективів.
У 1971 році для потреб фестивалю в Гельпі був побудований амфітеатр на 3500 глядачів.
У 1975 році відбулося святкування 10-ї річниці фестивалю, і програму вперше розпланували на три дні. Першу довгострокову концепцію розробили у 1979 році під керівництвом Яни Кассової, яка значно вплинула на ідеологію та напрямок фестивалю у 80-х роках.
У другій половині 80-х років відбулася реконструкція амфітеатру, а термін проведення фестивалю перенесли з початку червня на останній червневий вікенд через нестабільну погоду. Цей термін зберігається й досі.
На сьогодні, окрім програми в амфітеатрі, відбуваються різноманітні супутні заходи: традиційний ярмарок, майсер-класи з старовинних ремесел, кулінарні презентації, виставки і т.д. Під час денної програми традиційно проходить парад дитячих колективів.
У 2002 році в рамках фестивалю був започаткований проєкт «Знайомство з селами регіону», покликаний розширити можливості для представлення окремих сіл, показати їх унікальність і наблизити гостей до їхньої культурної та духовної спадщини. Також тоді вперше були проведені концерти камерної музики в місцевому храмі.
У 2008–2009 роках амфітеатр було повністю реконструйовано за ініціативи та фінансової підтримки місцевої влади та за участі приватних інвесторів, меценатів, уродженців регіону. У 2015 році фестиваль отримав у користування відреставровану будівлю колишнього пасторського дому, яка стала місцем проведення додаткових заходів. Це стало можливим завдяки співпраці з місцевою громадою та духовенством.
Організаторами фестивалю є Банська Бистрицька самоврядна область, Центральний словацький просвітницький центр Банська Бистриця та муніципалітет Гельпи.
Протягом 55-ти років фестивальної історії в подіях брали участь десятки дорослих і дитячих фольклорних ансамблів, численні гурти, професійні колективи, сольні виконавці та народні музиканти. Також до програм долучились майже 80 зарубіжних фольклорних формацій. Значну частину подій становили виставки, ярмарки, майстер-класи та інші тематичні заходи. Загалом кількість учасників сягнула тисяч, а глядачів — десятків тисяч.